# Myoxanthus pulvinatus
Myoxanthus pulvinatus là một loài thực vật có hoa trong họ Lan. Loài này được (Barb.Rodr.) Luer mô tả khoa học đầu tiên năm 1992.

## Thư viện hình ảnh

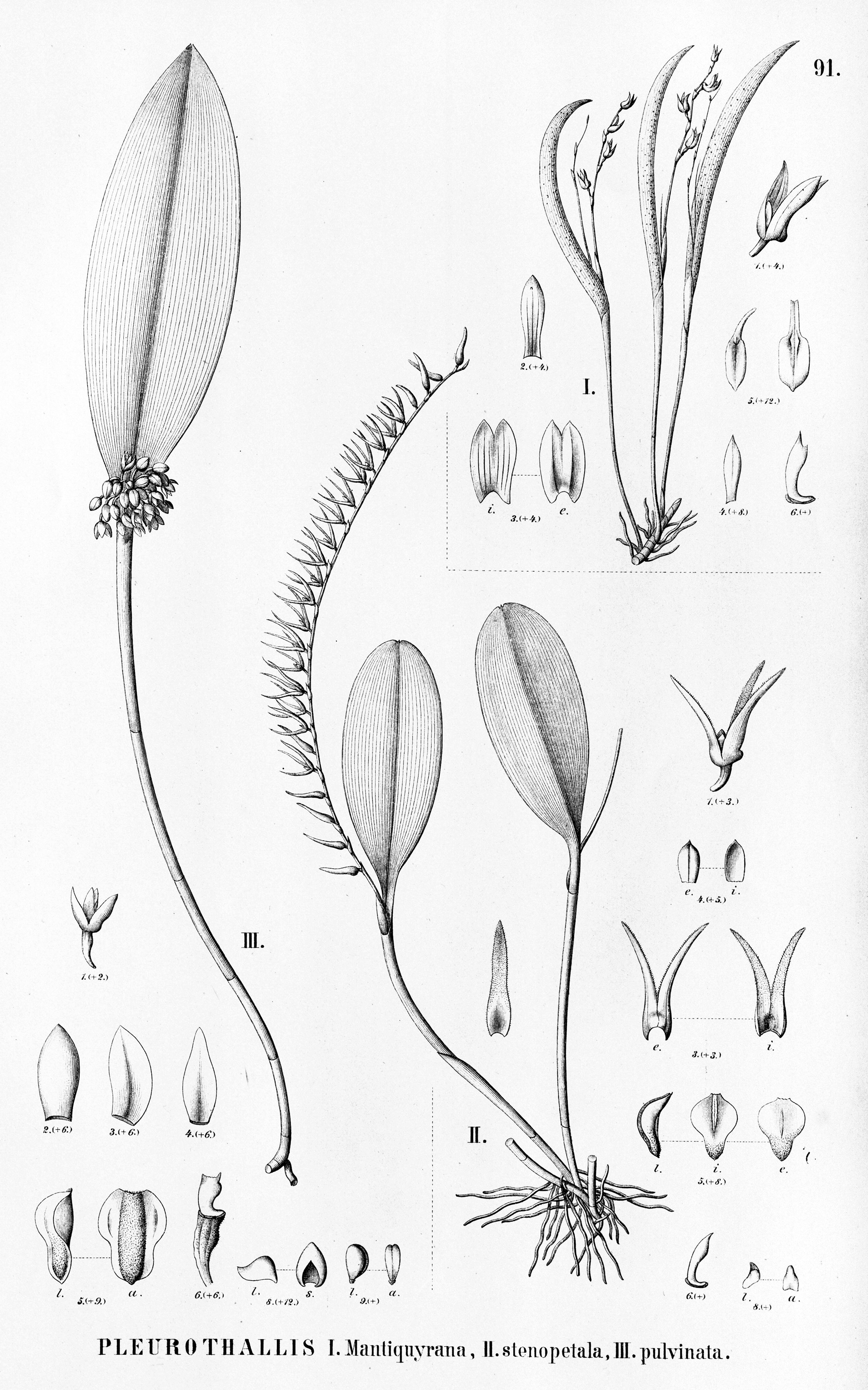